# Caryophyllia paradoxus
Caryophyllia paradoxus is een rifkoralensoort uit de familie Caryophylliidae. De wetenschappelijke naam van de soort is voor het eerst geldig gepubliceerd in 1898 door Alfred William Alcock.